# Douglas megye (Minnesota)
Douglas megye az Amerikai Egyesült Államokban, azon belül Minnesota államban található. Megyeszékhelye és legnagyobb városa Alexandria. Lakosainak száma 39 006 fő (2020. április 1.). Douglas megye Otter Tail, Pope, Todd, Stearns, Grant és Stevens megyékkel határos.

## Népesség
A megye népességének változása:
| Lakosok száma | 36 006 | 36 246 | 36 447 | 36 545 | 37 075 | 39 006 |
|               | 2010   | 2011   | 2012   | 2013   | 2015   | 2020   |